# Каміль Абілі
Каміль Абілі (фр. Camille Anne Françoise Abily) — колишня французька футболістка. Півзахисниця національної збірної Франції.

## Кар'єра
У 2002 році Каміль Абілі вступила до академії Клерфонтен, а по закінченні навчання підписала контракт із «Монпельє» у 2003 році. За три сезони у складі цього клубу вона два рази виграла Дивізіон 1 та Кубок Франції.
Наступним її клубом став ліонський «Олімпік», у складі якого Абілі стала чемпіонкою Франції ще три рази поспіль.
У 2008 році на міжнародному драфті ліги професійного жіночого футболу в США права на Абілі дісталися команді «Лос-Анджелес Сол». Дебют за океаном відбувся у матчі відкриття проти «Вашингтон Фрідом», який завершився перемогою команди з Лос-Анджелеса з рахунком 2:0. Разом з «Лос-Анджелес Сол» Абілі виграла чемпіонат США та увійшла до символічної збірної турніру.
7 січня 2010 року вона перейшла до клубу «Голд Прайд», у складі якого провела 17 ігор, забила один гол, віддала шість гольових передач та здобула черговий титул чемпіонки США.
27 вересня 2010 року вона повернулася в «Олімпік Ліон». У складі французького клубу їй вдалося ще 7 разів виграти чемпіонат Франції та ще 6 разів підняти над собою Кубок Франції. П'ять разів Абілі виграла Лігу чемпіонів УЄФА і шляхом своєї високої результативності увійшла в список десяти кращих бомбардирок за всю історію цього турніру.
Наприкінці сезону 2017—18 Каміль Абілі завершила кар'єру гравця.

## Виступи за збірну
Дебют за національну збірну відбувся 26 вересня 2001 року в матчі проти Нідерландів, але перший гол вдалося забити лише через майже п'ять з половиною років в матчі проти Китаю, в 2007 році.
Каміль Абілі грала на чемпіонатах Європи 2005, 2009, 2013, 2017, на чемпіонатах світу 2011, 2015 та на Олімпійських іграх 2012, 2016.
Всього Абілі провела за Les Bleus 183 матчі (143 у стартовому складі) та забила 37 м'ячів.

## Досягнення
Ліги чемпіонів УЄФА
- Переможниця (5): 2011, 2012, 2016, 2017, 2018

 Жіночий Дивізіон 1
- Чемпіон (11): 2004, 2005, 2007, 2008, 2009, 2011, 2012, 2013, 2014, 2015, 2016, 2017

 Кубок Франції
- Володарка (8): 2006, 2008, 2012, 2013, 2014, 2015, 2016, 2017